# Пчёлка (Московская область)
Пчёлка — деревня в городском округе Мытищи Московской области России. 1994—2006 гг. — деревня Протасовского сельского округа Мытищинского района, 2006—2015 гг. — сельского поселения Федоскинское Мытищинского района. Население — 36 чел. (2010).
С 2006 года в деревне строится деревянная церковь-часовня Веры, Надежды, Любови и Софии простой архитектуры.

## География
Расположена на севере Московской области, в северной части Мытищинского района, примерно в 30 км к северо-западу от центра города Мытищи и 27 км от Московской кольцевой автодороги, рядом с Икшинским водохранилищем системы канала имени Москвы, у границы с Дмитровским районом.
В деревне две улицы — Сотовая и Урожайная. Ближайшие населённые пункты — село Игнатово, посёлки 3-й Участок, 4-й Участок и Лётчик-Испытатель. Связана автобусным сообщением с посёлком городского типа Икша Дмитровского района.

## Население
| 2002 | 2010 |
| ---- | ---- |
| 30   | ↗36  |